# Oscar Nikula
Oscar Nikula, född 31 maj 1907 i Vasa, Finland, död 14 december 1996, var en finländsk historiker och professor i nordisk historia vid Åbo Akademi 1951–1974 och förestod Åbo stads historiska museum 1945–1952. 
Nikula disputerade på en avhandling om den svenska skärgårdsflottan 1933 och publicerade en rad lokalhistoriska arbeten. Han skrev också företagshistoriker och en biografi över Augustin Ehrensvärd.

## Priser och utmärkelser
- 1975 – Tollanderska priset
- 1982 – Svenska Akademiens Finlandspris
- 1980 – Hedersdoktor vid Åbo universitet[4]

### Översättningar till finska
- 1942 – Kirjanpainajat Frenckell ja heidän edeltäjänsä
- 1946 – Suomenlinnan opas
- 1947 – Turku eilen ja tänään [kuvien valinta ja asettelu:] Lars-Ivar Ringbom ; [suomennos: Elias Saar]
- 1955 – Turun linna / johdanto [valokuvaus: Stagge Söderholm]
- 1970 – Turun kaupungin historia 1721–1809. Ensimmäinen nide
- 1971 – Turun kaupungin historia 1721–1809
- 1972 – Turun kaupungin historia 1809–1856
- 1979 – Turun kulttuurihistoriaa / toimituskunta: Vilho Niitemaa (Oscar Nikula och Tapio Sormunen)
- 1987 – Turun kaupungin historia 1521–1600. Ensimmäinen nide (Oscar och Sigrid Nikula)
- 1987 – Turun kaupungin historia 1521–1600. Toinen nide (Oscar och Sigrid Nikula)